# Bouddhisme tibétain
 (novembre 2022).

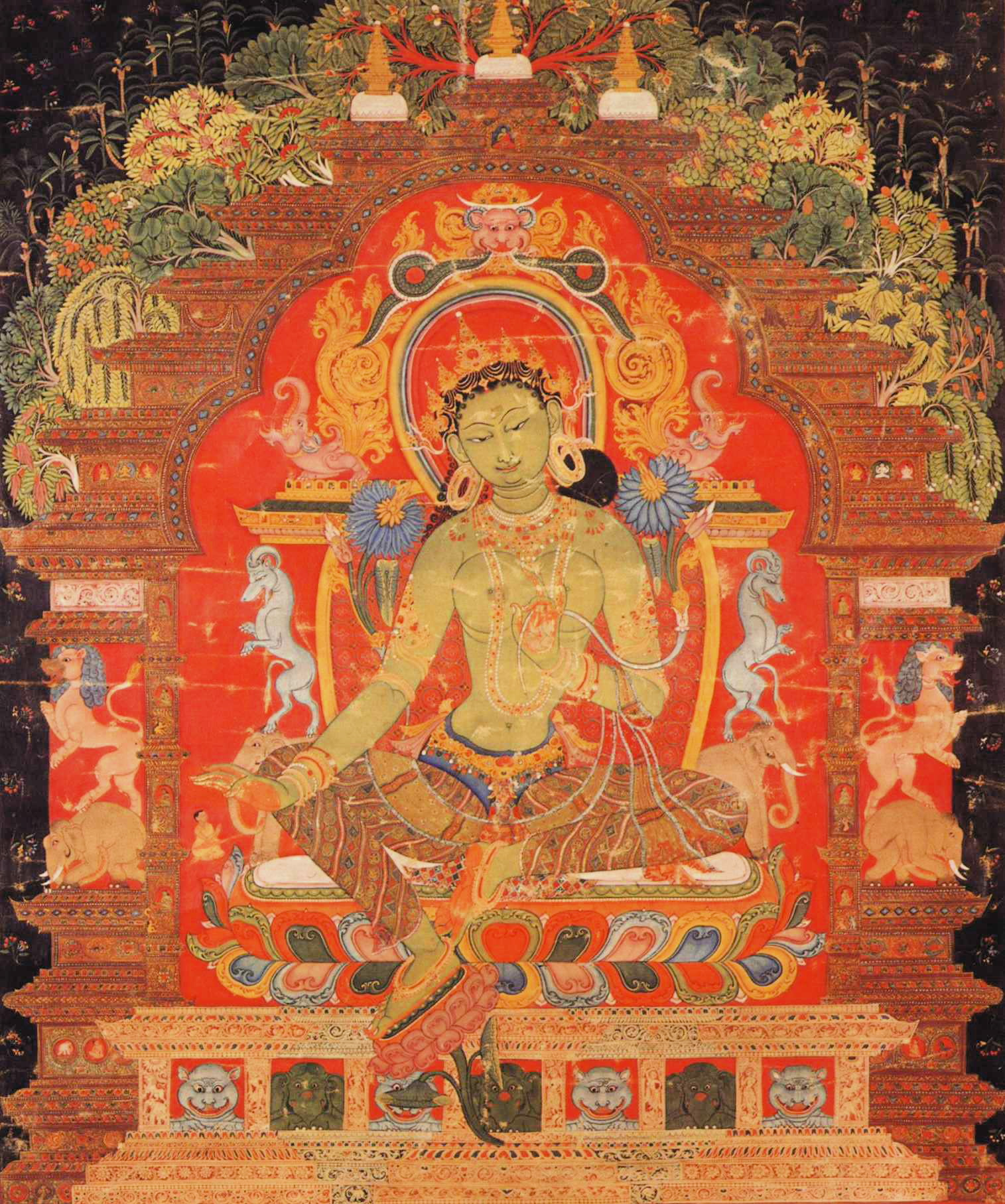
Tangka du XIIIe siècle représentant Tara verte

Le bouddhisme tibétain est une branche du bouddhisme qui s'est développée au Tibet à partir du VIIe siècle. Comme dans toutes les régions bouddhistes, les trois véhicules du bouddhisme, le hinayana (comprenant le theravada), le mahayana et le vajrayāna existent. La principale forme du bouddhisme tibétain est cependant le bouddhisme tantrique, autre nom du vajrayāna intégrant des aspects principaux des deux autres branches.

## Localisation
Le bouddhisme tibétain se pratique actuellement en Chine — principalement dans les régions autonomes du Tibet et de Mongolie-Intérieure, mais aussi dans les provinces de Qinghai, Gansu, Yunnan et Sichuan et dans la région du Nord-Est. Il se pratique également en Mongolie, dans certaines républiques de Russie (Tuva, Bouriatie, Kalmoukie), au Bhoutan (où il constitue la religion d'État) et dans le Népal septentrional. En Inde, on pratique le bouddhisme tibétain dans les régions de l'Arunachal Pradesh, du Jammu-et-Cachemire (au Ladakh), du Sikkim, et de l'Himachal Pradesh (Dharamsala et le district de Lahaul et Spiti).

## Histoire
Lors du développement du bouddhisme au Tibet, au moins huit lignées sont apparues :
- Bönpo qui pré existait à la venue des influences du bouddhisme d'Inde (Tonpa Shenrab Miwoché (en) )
- Nyingmapa ;
- Kagyupa ;
  - Shangpa Kagyü[4] ;
  - Drikung Kagyu[5] ;
- Sakyapa ;
- Gelugpa ;
  - Kadampa ;
- Chi-djé ;
- Djor-drouk ;
- Dordjé soum gyi nyèndroup ;
- Jonangpa ;
- les quatre dernières lignées ainsi que leurs enseignements ont été absorbées par les quatre premières.

Le bouddhisme tibétain contemporain se divise en seulement cinq grandes lignées, dites aussi « écoles » ou « sectes » (sans connotation péjorative).
Dans la dynastie Yarlung (-127 à 842), trois des rois du Tibet sont appelés les rois religieux (cf. Liste des rois du Tibet et le discours du 13e dalaï-lama, Thubten Gyatso).

### Le premier roi religieux: Songtsen Gampo
Songtsen Gampo (vers 609 à 613-650) fut à l'origine de la première diffusion du bouddhisme au Tibet. En effet, bien que combattant les royaumes bouddhistes et favorisant le chamanisme tibétain bön au début de son règne, il poursuit l'expansion de l'empire et l'unification du Tibet, il avait conquis une partie de l'Inde, du Népal et menaçait les frontières de la Chine. Afin de l’apaiser, l'empereur chinois lui donna l'une de ses filles : la princesse Wencheng. Il était par ailleurs marié à la princesse népalaise Bhrikuti. Par ces unions, il fut naturellement influencé par les bouddhismes chinois et népalais. Dans la mythologie tibétaine, Songtsen Gampo fut considéré comme une émanation de Chenresig et les princesses népalaise et chinoise, respectivement comme émanation de Tara blanche et de Tara verte. Il fonda alors les temples de Ramoché et du Jokhang. L’histoire retiendra aussi Thonmi Sambhota, l'un de ses ministres, qui fut à l'origine de l'écriture alphasyllabaire tibétaine, adaptation de l'écriture devanāgarī et de la grammaire sanskrit à la langue tibétaine, ce qui permit la traduction des textes bouddhistes indiens.

### Le second roi religieux: Trisong Detsen
Trisong Detsen (742?-797) remporte un ensemble de victoires militaires lui assurant le contrôle des oasis des routes de la soie. Il s'empare aussi temporairement de Xi'an, capitale de la dynastie Tang. Il est surtout resté dans l'histoire pour avoir invité au Tibet les plus grands maîtres chinois et indiens, dont en particulier Padmasambhava, connu au Tibet sous le nom de Guru Rinpoché (cf. Nyingmapa, « les anciens »), Shantarakshita et Vimalamitra. Ils fondèrent Samye (775), premier monastère du Tibet. Pour la première fois, des Tibétains furent ordonnés moines, et font donc partie de la « communauté rouge ». Padmasambhava fonde aussi la « communauté blanche », composée de laïcs. Le bouddhisme devient religion d'État et le gouvernement laïc finance la construction et l'entretien de temples.
Son successeur continue l'expansion du bouddhisme et les conquêtes marquent un temps d'arrêt. En 815, le trône échoit à Tri Ralpachen.

### Le troisième roi religieux: Tri Ralpachen
Au IXe siècle, Tri Ralpachen (? - 838) établit des relations pacifiques avec la Chine en établissant des traités. On en trouve les textes sur des piliers dont l'un se trouve face au Jokhang. Les rivalités politiques s'intensifient, en particulier à cause de l'influence grandissante des monastères bouddhistes et l'opposition des Bön. Tri Ralpachen est assassiné en 838 par son frère, Langdarma (glang dar ma), farouchement opposé au bouddhisme. Ce dernier persécute alors les moines, démantèle les institutions avant d'être à son tour assassiné en 842 ou 846 par le moine yogi Lhalung Pelgyi Dorje, qui aurait caché un arc sous ses vêtements lors d'un spectacle de danse.

### Le morcellement du Tibet: 850-1050
Des luttes entre les successeurs de Langdarma divisent le pays. Assassinats et intrigues affaiblissent le pouvoir et de petites royautés apparaissent. L’arrière-petit-fils de Langdarma, Ösung s'enfuit à l'ouest et fonde le royaume de Ngari. Ses trois descendants fondent les royaumes de Gugé, Purang et Maryul (Ladakh).

### La seconde diffusion du bouddhisme au Tibet
Au Xe siècle, bien que la religion ait survécu dans le Tibet oriental (Kham, Amdo, etc.), son renouveau s'effectua à la fois au Tibet central et occidental (royaume de Gugé). Ainsi, ayant fui les persécutions de Langdarma, des moines étaient partis dans le nord du Tibet. Ils transmirent leur savoir et plusieurs lignées de disciples virent le jour. Par la suite, ils revinrent au Tibet central et rénovèrent les institutions monastiques. Dans le même temps au Ngari, dans la région de Tsaparang (Tibet occidental), le roi Yeshe-Ö fut à l'origine d'une importante activité religieuse et artistique.
Des missions sont envoyées en Inde pour faire venir maîtres et artistes, en particulier cachemiris. Le protégé du roi, le célèbre Rinchen Zangpo, traducteur et bâtisseur, fit construire dit-on 108 temples le long du fleuve Sutlej. Un évènement très important fut aussi la venue en 1042 du célèbre maître indien Atisha (980-1054) à l'origine des Kadampas (« liés par l'instruction ») avec son disciple Dromtön.
Cette seconde diffusion du bouddhisme modifie profondément la culture tibétaine. De grands maîtres comme Marpa, maître du célèbre Milarépa (lire Milarépa, la vie), rapportent d'Inde des enseignements bouddhistes et favorisent l’éclosion de riches courants de pensée entraînant l'apparition de plusieurs écoles. Progressivement, pouvoir politique et religieux deviennent indissociables.

### L'influence des Mongols
Au XIIIe siècle, Genghis Khan conquiert une bonne partie de l'Asie. Il n’y a pas de pouvoir central au Tibet où des potentats locaux alliés ou appartenant à des lignées religieuses se partagent l’influence. Certains lamas, en particulier de branches Kagyupa, sont engagés avec les souverains du Royaume tangoute dans une relation dite prêtre-patron ou chapelain-protecteur (Chö-yon) qui préfigure celle que les Mongols établiront avec les Sakyapas. En 1207, inquiets de voir le Royaume tangoute sur le point de s’écrouler sous les attaques mongoles, des monastères du Tibet central envoient Tsangpa Dunkhurwa (Gtsang pa Dung khur ba) de la lignée Tsalpa Kagyu, accompagné de six disciples, rencontrer Gengis Khan pour manifester leur soumission, écartant peut-être la menace d’une attaque imminente. Néanmoins ce n’est que partie remise et vers 1240, Doorqa Darqan, général envoyé par Godan, fils d'Ögödei, s’arrête à 80 km de Lhassa. En 1244, grâce à sa renommée, Sakya Pandita, abbé du monastère de Sakya, est appelé à sa cour. Il lui confie en 1249 le pouvoir sur les provinces de l’Ü-Tsang. Dès lors, d'intenses relations politico-religieuses s’instaurent entre Mongols et Sakyapas (« ceux du monastère de Sakya »).
Kubilaï Khan, candidat à la succession de Mongke, cherche d'abord le soutien de Karma Pakshi, le chef Kagyupa (« ceux de la transmission orale »), mais les échanges échouent et il se tourne vers les Sakyapas alors que Karma Pakshi se rapproche d'Ariq Boqa, frère de Kubilaï qui lui dispute le khanat. Kubilaï Khan sort vainqueur en 1264 de la dispute l'opposant à Ariq Boqa et aux khans de Perse, de Russie et du Kazakhstan-Tibet de l'Ouest (Chagatai). Il fonde la dynastie Yuan (1271-1368), puis confie à Phagpa, neveu de Sakya Pandita qu'il a fait venir à sa cour vers l'âge de 20 ans, l'autorité spirituelle sur tout l'empire. Les Sakyapas devinrent alors les maîtres du Tibet. Il s'ensuit une lutte de pouvoir avec les Drikung Kagyus, qui ont chez les Mongols des alliés puissants : les Houlagides. Le monastère de Drikung sera incendié par les Sakyapas. Au milieu du XIVe siècle, les Phagmodrupas, une autre branche Kagyupa, prend aux Sakyapas le pouvoir sur le Tibet central. Leur chef, Changchub Gyaltsen, reçoit un certain soutien de la cour sino-mongole. Mais c'est bientôt l'avènement de la dynastie chinoise Ming (1368-1644). Affranchi de la tutelle mongole, le Tibet devient de fait indépendant. 
Kubilaï Khan était lui même sera converti au bouddhisme à cause du moine tibétain Drogön Chogyal Phagpa qu'il a rencontrer durant sa jeunesse et qui est celui qui lui a enseigner. Kubilaï va rendre officiel, en 1260, le bouddhisme tibétain, en le promouvant au rang de religion officielle.

### Les gelugpas et les dalaï-lamas
En fin du XIVe siècle Tsongkhapa (1357-1419) lance une nouvelle école en exposant sa propre doctrine après s'être inspiré des autres existantes, qui va devenir un des plus importantes politiquement. Il met l'accent sur la discipline monastique, et fonde donc l'ordre des gelugpas (dits bonnets jaunes) ou vertueux. Ils construisent d'abord Ganden, ensuite Drepung et Séra. Il semble que les premiers adeptes de cette école aient été appelés du nom du premier monastère construit, à savoir celui de Ganden, donc « Gandenpa ». Ce ne serait que plus tard que de « Gandenpa » ce soit devenu « Gelugpa », donc « les Vertueux ».
Il y aura d'importantes rivalités avec certains bonnets rouges, et notamment les Karmapas. Le retour des Mongols sur la scène militaire modifiera rapidement le cours des événements. Ils se convertissent au Bouddhisme et en 1578 ils confèrent au troisième successeur de Tsonkhapa, Sonam Gyatso, le titre de dalaï-lama ou « vaste comme l'océan ; océan de sagesse ». Ce titre sera donné à titre posthume à ses deux prédécesseurs.
Au XVIe siècle, les gelugpas s'opposant au karmapa (soutenu par le prince de Shigatse, de la dynastie Tsangpa) font appel à Güshi Khan, chef de la tribu mongole des Qoshot. Celui-ci envahit le Tibet en 1640, détrône le roi Tsang et, en 1642, donne le pouvoir à l'abbé du monastère de Drépung, Lozang Gyatso, le 5e dalaï-lama, qui instaure une théocratie marquée par la suprématie absolue du clergé et la subordination des laïcs à ce dernier.
Le « grand 5e » instaure le titre de panchen-lama (« grand maître érudit ») supérieur du monastère du Tashilhunpo à Shigatse, renforce l'influence du Tibet jusqu'aux confins de l'Asie centrale et entreprend la construction du palais du Potala. Le régent cacha sa mort pendant douze ans, période pendant laquelle s'acheva la construction du palais du Potala. Jusqu’au treizième dalaï-lama, mort en 1933 à l'âge de 57 ans, tous les dalaï-lamas moururent avant leur majorité.
En 1720, l'empereur mandchou Kangxi envoie une armée à Lhassa, sous prétexte d'escorter le septième dalaï-lama et de le rétablir au palais du Potala. L'empereur impose alors la présence d'ambans à Lhassa, transformant ainsi le Tibet central en protectorat chinois, le Kham étant quant à lui rattaché à la province chinoise du Sichuan.
Le treizième dalaï-lama proclamera l'indépendance du Tibet en 1913 à la suite des différentes invasions occidentales et de la révolution chinoise du Kuomintang de Sun Yat-sen en 1911.
À partir de 1949, l'intégration du Tibet à la Chine dirigée par le Parti communiste chinois de Mao Zedong entraînera la fin du pouvoir du dalaï-lama sur le Tibet. D'abord maintenu de façon formelle en application de l'accord en 17 points sur la libération pacifique du Tibet signé en 1951, ce pouvoir disparaîtra de fait en 1959 lorsque, à la suite d'une révolte tibétaine à Lhassa contre la présence chinoise, le dalaï-lama se verra contraint de fuir vers l'Inde.
Les mesures d'éradication du bouddhisme, au Tibet comme dans toute la Chine, seront mises en œuvre conformément à l'idéologie communiste, pour atteindre leur point culminant lors de la révolution culturelle qui verra la destruction de la quasi-totalité des monastères bouddhistes du Tibet.
Quelques dizaines d'années plus tard, la pratique des religions sera de nouveau autorisée sur le territoire chinois, mais restera très contrôlée par le parti central. Le panchen-lama mis en place sous la houlette de Mao Zetong deviendra le chef religieux officiel au Tibet et dans les monastères tibétains de toute la Chine. Le premier d'entre eux après l'invasion aura peu l'occasion d'exercer ses fonctions puisqu'il passera onze ans derrière les barreaux, puis 5 en résidence surveillée, avant de décéder deux jours après avoir plaidé publiquement pour un rapprochement avec le dalaï-lama.
Le dalaï-lama, réfugié à Dharamsala, continue de réclamer le retour à un Tibet autonome où les Tibétains pourraient pratiquer leur religion en toute liberté.
Selon Serge Koenig, la tutelle chinoise n'empêche pas les moines de vaquer à leurs activités monastiques, elle les empêche de faire de la politique, source de bien des tensions. Pratiquant la laïcité depuis plus de deux millénaires, la Chine sépare le religieux du politique. L'entrée au monastère n'est autorisée qu'à partir de 16 ans, une fois la scolarité générale terminée. L'auteur, qui est vice-consul à Chengdu, dans le Sichuan, déclare que, pour autant qu'il ait pu en juger, personne ne s'en plaint. Il y a toutefois des entorses à la loi dans des villages reculés où l'envoi d'enfants au monastère est toléré à cause de la pauvreté des familles.

## Organisation
L'organisation du bouddhisme tibétain se fait selon une hiérarchie traditionnelle dont les lamas (enseignants d'un grand niveau spirituel) les plus connus sont :
- le dalaï-lama : titre d'origine mongole créé par Altan Khan signifiant « océan de sagesse », du mongol dalai (océan) et du tibétain lama. Le 5e dalaï-lama, sous l'impulsion du mongol qoshot Güshi Khan, qui fut en échange reconnu par celui-ci, roi du Tibet, fonda et fut le principal dirigeant religieux puis temporel du gouvernement tibétain du Ganden Phodrang en 1642. Cette forme de gouvernement varie peu, selon les volontés des dirigeants militaires mongols (Qoshots, Dzoungars) ou Mandchous (Dynastie Qing), jusqu'au règne du 14e dalaï-lama en 1959[14]. Yumiko Ishihama a montré en 1993 qu'il est fait référence à la croyance selon laquelle le dalaï-lama est une manifestation d'Avalokiteshvara, le bodhisattva de la compassion (Chenrezig en tibétain), dans la biographie du 1er dalaï-lama écrite en 1494[15]. Ils constituent une lignée de tulkus, maîtres réincarnés. Au décès d'un dalaï-lama, ses moines commencent une recherche de sa réincarnation. C'est le dalaï-lama, détenteur de l'autorité temporelle, qui est le chef spirituel de l'ensemble des écoles bouddhistes tibétaines, et membre de branche gelugpa.
- le panchen-lama : titre provenant de la combinaison de deux mots : pandita qui signifie « érudit » en sanskrit et chen-po, qui signifie « grand » en tibétain. Panchen se traduit donc par « grand érudit ». Lama signifie « maître spirituel ». Le panchen-lama est considéré comme une émanation du bouddha Amitabha (« de lumière infinie »). C'est le deuxième chef spirituel du bouddhisme tibétain, après le dalaï-lama. Actuellement, Gyancain Norbu, le panchen-lama nommé par les Chinois, a un statut de réincarnation controversé car Gedhun Choekyi Nyima, un garçon de 6 ans, reconnu par le dalaï-lama comme la véritable réincarnation en 1995, a immédiatement disparu en Chine et a été désigné comme le plus jeune prisonnier politique du monde. Il n'a pas été vu depuis, mais un fonctionnaire tibétain a affirmé en 2015 qu'il vivait une vie normale et ne voulait pas être dérangé[16].

- le karmapa : en sanskrit « la manifestation de l'activité de tous les Bouddhas », est le titre du chef des karma-kagyu, l'une des écoles majeures du bouddhisme tibétain. Troisième chef spirituel du bouddhisme tibétain, le titre du 17e karmapa est sujet à une controverse. Il y a actuellement deux candidats karmapa, Trinley Thaye Dorje et Orgyen Trinley Dorje. Orgyen Trinley Dorje est considéré comme le successeur potentiel du dalaï-lama[17].

- le Gyalwang Drikungpa : est le titre du chef des Drikung Kagyu, autre école du bouddhisme tibétain. Cette lignée compte deux ''Saintetés'' : Chetsang Rinpoché qui s'est exilé à Dehra-Dun en Inde et Chungsang Rinpoché qui vit à Lhassa au Tibet.

## Les sectes ou écoles actuelles du bouddhisme tibétain
Le bouddhisme tibétain se divise en cinq grandes traditions, lignées, sectes ou écoles : les Bönpos, les Nyingmapa, les Kagyüpa, les Sakyapa, les Guélougpa. Une sixième école, Jonang, a été redécouverte. Elles sont toutes les six des composantes du bouddhisme vajrayāna.
La pluralité des traditions ne signifie nullement qu'il existe des schismes entre les écoles. Les cinq lignées sont placées sur un même plan, en accord avec le mouvement non sectaire Rimé. Les différences entre les écoles, qui cohabitent pacifiquement, résident dans le fait que les Bönpo sont plus axés sur le Dzogchen, les Sakyapa sont plus axés sur l'ascétisme, les Guélougpa sur l'érudition, les Kagyu sur la transmission orale, et les Nyingma sur la méditation. Reconnu, selon Kerry S. Walters et Lisa Portness, comme chef spirituel du bouddhisme tibétain en général, le dalaï-lama est membre de l'école des Guélougpa.
Dans le cadre de bouddhisme tibétain, le terme « secte » est aussi utilisé pour qualifier les différentes traditions, terme technique correspondant à l'acception première d'« un groupe de personnes qui ont la même doctrine au sein d'une religion »,, sans que le terme n'ait dans ce contexte particulier la connotation négative qu'on lui donne dans la langue courante,. Pour la tibétologue Anne-Marie Blondeau, ce terme rend mal la tradition tibétaine de transmission de maître à disciple, où l'on constate de nombreux échanges entre les lignées des différentes écoles. Les tibétologues françaises Anne-Marie Blondeau et Anne Chayet affirment, pour leur part, que le terme de « secte » a de nos jours une connotation péjorative ou négative en français.
Il existe également d'autres mouvements à l'intérieur du bouddhisme tibétain, comme la Nouvelle Tradition Kadampa fondée en Grande-Bretagne en 1991 et se réclamant de la tradition Kadampa.

## Le mouvement sectaire lié à Dordjé Shougdèn
Dans les années 1990 et au début des années 2000, le 14e dalai-lama désapprouva publiquement le culte de Dordjé Shougdèn de l'école guélougpa et demanda que ses adeptes en cessent la pratique et que ceux qui refusent de le faire soient expulsés des monastères et ne participent plus aux cérémonies,,. À la demande de plusieurs lamas tibétains pratiquant le culte de Dordjé Shougdèn, Guéshé Kelsang Gyatso, fondateur de la communauté des adeptes de Shougdèn adressa une lettre ouverte au dalaï-lama et, déclarant ne pas avoir reçu de réponse de sa part, lança une campagne accusant le dalaï-lama de persécution religieuse et organisa des manifestations lors de sa visite au Royaume-Uni en 1996. À la suite de ces manifestations, par une lettre du monastère de Séra datant de 1996, Guéshé Kelsang fut radié de cet établissement.

## L'enseignement
Dans le bouddhisme vajrayana (véhicule de diamant), le but est de devenir un bodhisattva qui signifie « être promis à l'Éveil ». Ayant atteint l'éveil, le bodhisattva n'entre pas en nirvāna mais reste dans le samsara, afin d'aider tous les êtres à se libérer de la souffrance. C'est une démarche de libération collective, au contraire du hīnayāna où l'on recherche la libération pour soi-même principalement.

## Les relations avec les pays et régions voisines
Le bouddhisme tibétain s'est aussi développé en Mongolie-Intérieure, Mongolie (extérieure), en Sibérie (Russie centrale, en particulier en Bouriatie, dans l'oblast de Tchita et à Touva), en Kalmoukie (sur la rive nord-ouest de la mer caspienne), dans les régions indiennes du Sikkim et du Ladakh au Cachemire, au Népal, et au Bhoutan où de nombreux Bhoutanais vénèrent le 14e dalaï-lama. Selon le 14e dalaï-lama, environ 14 millions de personnes suivent le bouddhisme tibétain dans les régions himalayiennes et asiatiques. Pour Jean-Pierre Bilski, le bouddhisme tibétain n'a que quelque 8 millions d'adeptes dans le monde, ce qui est peu comparé aux 300 millions du bouddhisme du Grand Véhicule (mahāyāna) en Chine, au Japon, en Corée, au Viêt Nam, ou à la centaine de millions du Petit Véhicule (Theravāda) au Sri Lanka, en Birmanie, au Cambodge. En 2004, Paul Hattaway dénombre moins de 17 millions adhérents du bouddhisme tibétain distribués dans 129 groupes de populations. Le Berkley Center for Religion, Peace, and World Affairs (en) avance le chiffre de 20 millions principalement au Tibet, au Bhoutan, en Mongolie, et les régions environnantes en Inde, en Chine et en Russie.
En Russie, il y a près d’un million de Bouddhistes en Kalmoukie, Bouriatie et Touva.

## Le développement international du bouddhisme tibétain

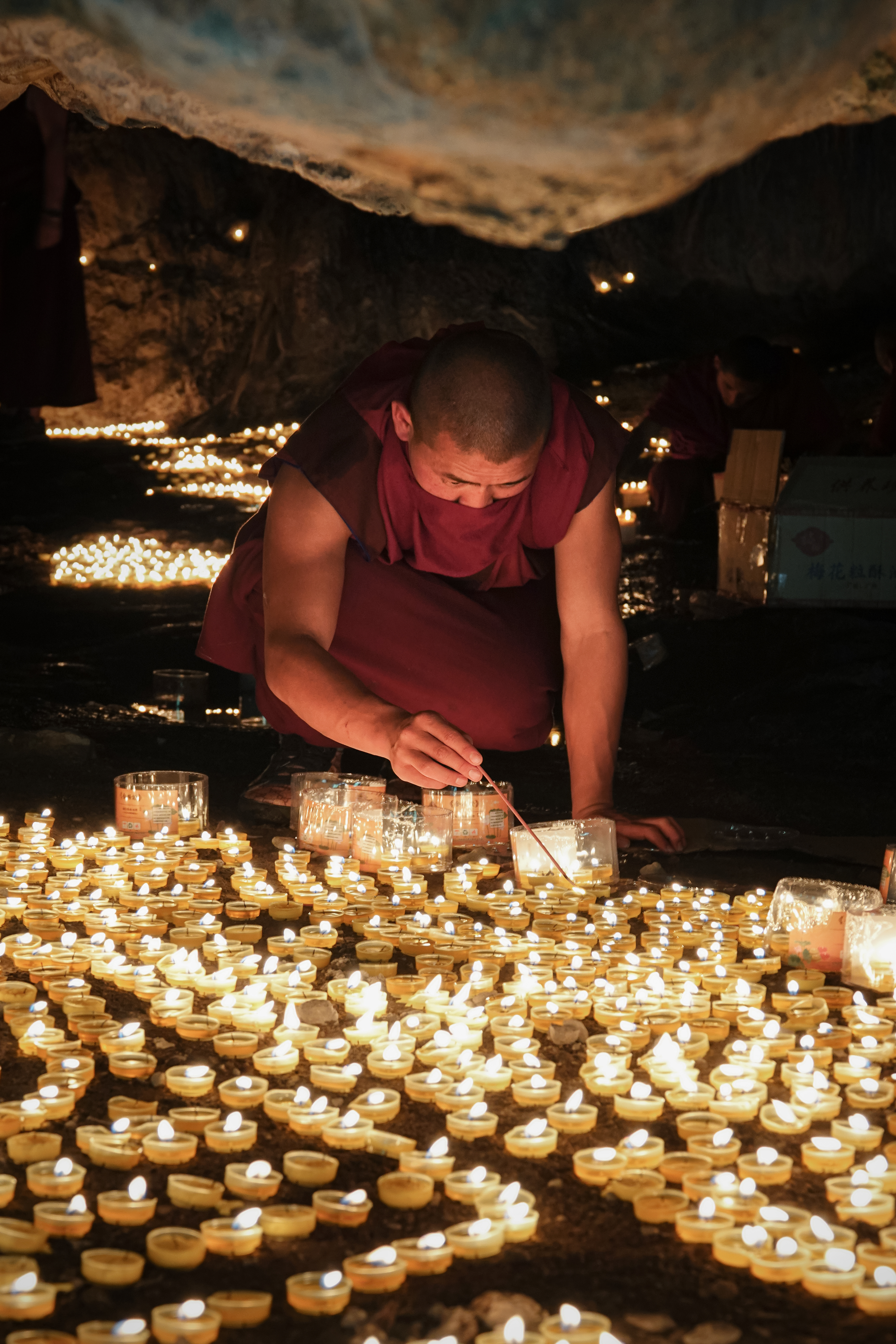
Un moine adepte du bouddhisme tibétain allumant des bougies de ghi dans une grotte sacrée du plateau tibétain. Ils les envisagent comme les yeux de Bouddha, dissipant en les éclairant l'ignorance et l'obscurantisme. Juin 2021.

L'exil du dalaï-lama suivi par un grand nombre de Tibétains entraîna la coupure d'une partie du bouddhisme tibétain d'avec son terroir historique en parallèle d'une diffusion internationale de ces enseignements et pratiques. L'expansion mondiale du bouddhisme tibétain s'est faite via un nombre relativement restreint d'exilés tibétains, dont beaucoup sont issus des plus hauts rangs de la communauté tibétaine en exil. Les organisations bouddhistes tibétaines ayant connu un grand succès international ont construit de grands réseaux internationaux de centres et d'enseignants associés, souvent avec des dimensions annexes telles qu'une maison d'édition, etc.
Ces organisations ont presque toutes été construites autour du charisme d'un enseignant particulier. Ces enseignants ont largement bénéficié du soutien des élites culturelles, économiques et artistiques, sans oublier la prévalence de cultures juridiques favorisant le pluralisme religieux. De nombreux bouddhistes occidentaux sont clairement attirés par le bouddhisme en tant que religion ou philosophie rationnelle et compatible avec une vision scientifique du monde.
Les monastères en exil ont été contraints d'identifier de nouvelles sources de soutien: dans ce contexte, l'expansion mondiale du bouddhisme tibétain a été extrêmement bénéfique. Une caractéristique majeure de la vie tibétaine contemporaine en exil est le recrutement et l'entretien de mécènes étrangers, ou jindaks.
Bien que le parrainage des jindaks étrangers ait été crucial pour les efforts des exilés pour se réétablir au Népal et en Inde, il a également généré de nouvelles inquiétudes concernant la pureté, ou le manque de pureté, des moines, nonnes et enseignants bouddhistes contemporains. De l'avis de nombreux tibétains, les moines tibétains contemporains ont beaucoup d'argent, et cet argent provient de sponsors étrangers,.

## Relations du bouddhisme tibétain avec la Chine
Le culte bouddhiste tibétain de l'école guélougpa est officiellement autorisé par le gouvernement chinois dans toute la république populaire de Chine, même à Pékin dans le très ancien temple de Yonghe. Les autres écoles du bouddhisme tibétain et le Bön (pratiquées par 10 % de la population) sont également autorisées.
Au Tibet, le bouddhisme tibétain est sévèrement contrôlé. Le gouvernement central accuse régulièrement de séparatisme le 14e dalaï-lama, lequel demande depuis plusieurs décennies une autonomie réelle pour l'ensemble du Tibet ethnographique, soit un tiers du territoire chinois.
Gendhun Choekyi Nyima, qui est reconnu par le 14e dalaï-lama comme étant le 11e panchen lama, deuxième autorité de la hiérarchie du bouddhisme tibétain, de l'école guélougpa, mais n'est pas reconnu comme tel par le gouvernement chinois, est en résidence surveillée depuis 1995 selon le gouvernement tibétain en exil. Cependant, en mars 2010, Padma Choling, président du gouvernement de la région autonome du Tibet, a indiqué que le garçon menait la vie d'un citoyen ordinaire du Tibet, et, en avril 2018, le dalaï-lama a déclaré qu'il était bien vivant et recevait une éducation normale. Pour autant, Gedhun Choekyi Nyima n’est jamais réapparu depuis sa disparition en 1995.
Selon deux nonnes tibétaines qui ont quitté le Tibet en 2006, dans la région autonome du Tibet les photos du 14e dalaï-lama sont interdites sous peine de prison, mais non celles du 10e Panchen-lama. En 2006, Qun Pei Choepel, vice-président du Comité permanent de l'Assemblée populaire de la région autonome du Tibet, donne comme raison pour expliquer que la photo ne soit pas affichée dans les temples le fait que le dalaï-lama est aussi un chef politique qui se livre à des activités séparatistes.
L'école nyingmapa, la plus ancienne des écoles bouddhistes du Tibet, est en conflit avec le gouvernement chinois depuis de nombreuses années au sujet de l’institut bouddhiste de Serthar fondé par Khenpo Jigme Phuntsok, décédé en 2004. De grands maîtres du bouddhisme tibétain comme le 17e Karmapa, Orgyen Trinley Dorje, ont choisi de s'exiler. Choekyi Gyaltsen, le 10e panchen-lama a préféré rester sur place.
Pour construire un nouveau Tibet socialiste moderne, le président Xi Jinping demande en août 2020, d’« orienter le bouddhisme tibétain pour qu'il s'adapte à la société socialiste et se développe dans le contexte chinois ».

## Art

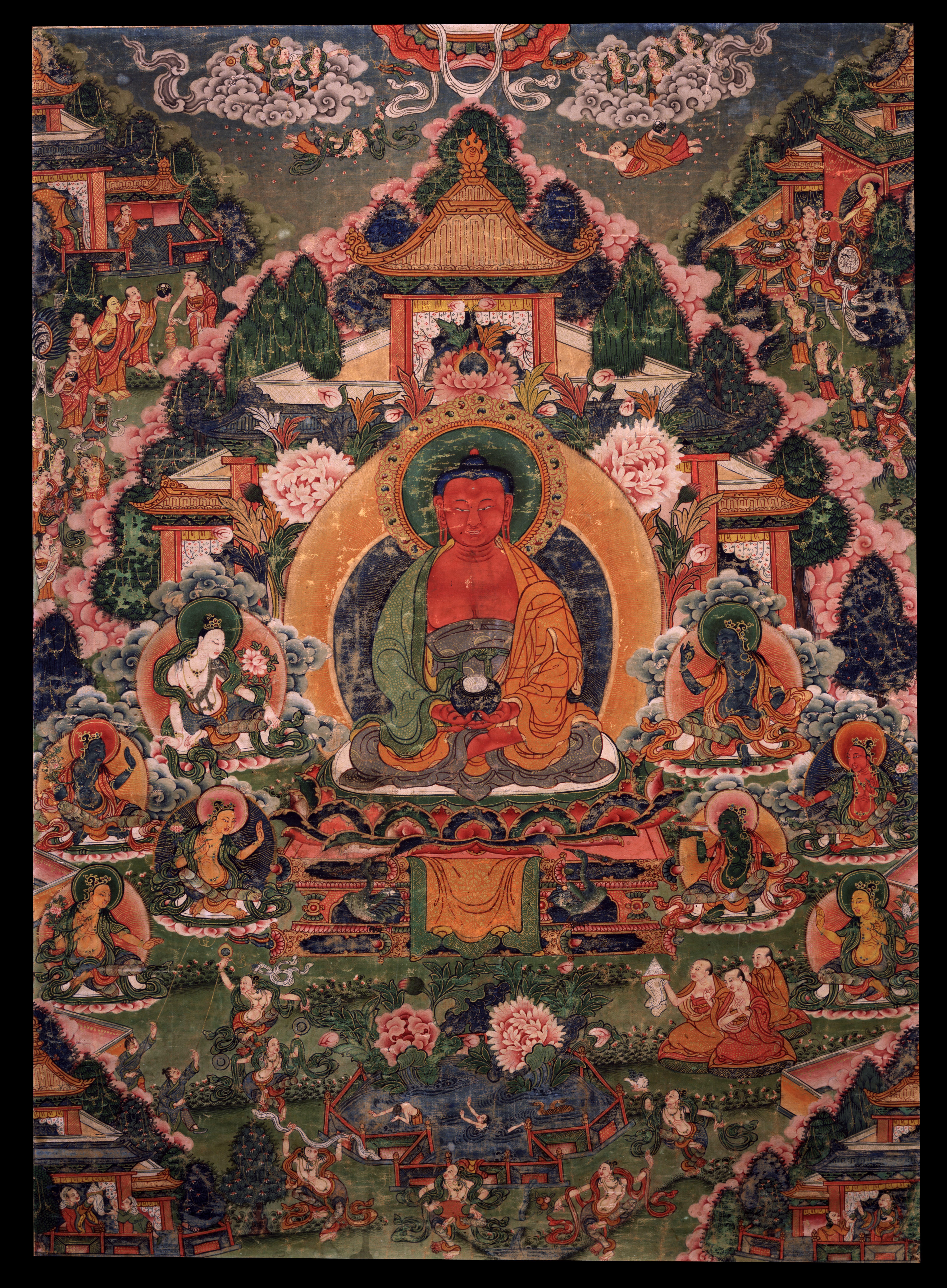
Buddha Amitabha au pays pur de "Suvakti", Tibet Central. XVIIIe siècle, 73.66x53.34cm. Rubin Museum of Art (New-York).

Les arts Regong, qui ont pour thème le bouddhisme tibétain, ont été inscrits en 2009 sur la liste représentative du patrimoine culturel immatériel de l’humanité.